# Hélio Pereira dos Santos
Hélio Pereira dos Santos (Pão de Açúcar, 18 de novembro de 1967) é um prelado da Igreja Católica brasileiro, bispo de Serrinha.

## Biografia
Hélio Pereira dos Santos nasceu em 18 de novembro de 1967 no Pão de Açúcar, no Estado de Alagoas.
Concluiu os estudos em Filosofia no Seminário Arquidiocesano de Maceió (1990-1992) e em Teologia na Pontifícia Universidade Católica do Rio de Janeiro (1993-1996). Frequentou o curso de Letras na Universidade Estadual de Alagoas e especializou-se em História no Centro de Estudos Superiores de Maceió (CESMAC) e em ensino de Inglês na Universidade Cândido Mendes.
Em 27 de dezembro de 1995 foi ordenado diácono por Dom Fernando Iório Rodrigues, bispo de Palmeira dos Índios e, em 19 de dezembro de 1996 foi ordenado sacerdote, pelo mesmo bispo, sendo incardinado na Diocese de Palmeira dos Índios, onde exerceu os seguintes cargos: Tesoureiro do Colégio São Vicente do Pão de Açúcar-AL; Reitor do Seminário São João Maria Vianney de Palmeira dos Índios-AL; Capelão de Nossa Senhora Aparecida na Paróquia de São Vicente e da Divina Pastora na Paróquia de Nossa Senhora do Amparo; Vigário da Freguesia de Nossa Senhora da Saúde em Igaci-AL; Coordenador Diocesano de Pastoral; vigário-geral; Chanceler da Cúria; Pároco de Bom Jesus dos Pobres para Quebrangulo-AL; Membro do Conselho Presbiteral e do Colégio dos Consultores. Adicionalmente, foi Professor da Fundação Estadual da Saúde de Sergipe, do Centro de Estudos Superiores de Maceió (CESMAC) e da Faculdade Santo Tomás de Aquino de Palmeira dos Índios-AL.
Em 27 de abril de 2016 foi nomeado bispo-auxiliar de São Salvador da Bahia, recebendo a ordenação episcopal no dia 22 de julho seguinte, como bispo-titular de Tiava, na Catedral da Nossa Senhora do Amparo de Palmeira dos Índios, pelas mãos de Dom Dulcênio Fontes de Matos, bispo de Palmeira dos Índios, auxiliado por Dom Murilo Sebastião Ramos Krieger, S.C.I., arcebispo de São Salvador da Bahia e por Dom José Francisco Falcão de Barros, bispo-auxiliar do Ordinariado Militar do Brasil.
Em 16 de outubro de 2020 foi nomeado Bispo-coadjutor de Serrinha. Sucedeu ao governo da Sé em 3 de fevereiro de 2021.